# Filippo Agostinacchio
Filippo Agostinacchio, né le 26 avril 2003 à Aoste, est un coureur cycliste italien. Il est membre de l'équipe continentale Biesse-Carrera-Premac.

## Biographie
Filippo Agostinacchio est originaire d'Aoste. Il commence le cyclisme à l'âge de sept ans. Sa première licence est prise au club valdôtain Pila Bike Planet, basé sur ses terres natales, et fondé par son père,. Jusqu'à ses treize ans, il pratique aussi la gymnastique. Il finit toutefois par délaisser ce sport pour se consacrer uniquement au vélo. Son frère cadet Mattia est lui aussi coureur cycliste. 
Au début de sa carrière, il se spécialise dans le VTT. Sélectionné en équipe nationale, il devient champion d'Europe du relais mixte en 2020 et 2021, vice-champion du monde du relais mixte en 2020, ou encore champion d'Italie de cross-country eliminator en 2022. Il obtient aussi de bons résultats en cyclo-cross. Dans cette dernière discipline, il remporte le titre de champion d'Italie espoirs à deux reprises. Il se distingue par ailleurs sur l'édition 2024 des championnats d'Europe en terminant premier du relais mixte et deuxième de l'épreuve individuelle chez les espoirs. Cette même année, il est sacré champion national espoir de gravel. 
En dehors des disciplines précédemment mentionnées, Filippo Agostinacchio participe aussi à des compétitions sur route. Il se classe notamment troisième de la Freccia dei Vini et de la Coppa Collecchio en 2024, sous les couleurs de l'équipe Beltrami TSA-Tre Colli. En 2025, il change de maillot en intégrant la formation Biesse-Carrera-Premac. Avec cette structure, il prend la troisième place du Trophée de la ville de San Vendemiano, inscrit au calendrier de l'UCI Europe Tour. Il décroche ensuite sa première victoire UCI lors de la sixième étape du Tour d'Italie espoirs. Quelques semaines plus tard, il remporte la première étape du Tour de la Vallée d'Aoste.

## Palmarès en cyclo-cross
- 2020-2021
  - 8e de la Coupe du monde de cyclo-cross juniors
- 2022-2023
  -  Champion d'Italie de cyclo-cross espoirs
  -  Champion d'Italie du relais mixte
- 2023-2024
  -  Champion d'Italie de cyclo-cross espoirs
  - 3e du championnat d'Italie du relais mixte
- 2024-2025
  -  Champion d'Europe du relais mixte
  -  Médaillé d'argent du championnat d'Europe de cyclo-cross espoirs

## Palmarès en VTT

### Championnats du monde
- Leogang 2020
  -  Médaillé d'argent du relais mixte

### Championnats d'Europe
- Monte Tamaro 2020
  -  Champion d'Europe du relais mixte
- Novi Sad 2021
  -  Champion d'Europe du relais mixte

### Championnats nationaux
- 2022
  -  Champion d'Italie de cross-country eliminator

## Palmarès sur route
- 2024
  - 3e de la Freccia dei Vini
  - 3e de la Coppa Collecchio
- 2025
  - 6e étape du Tour d'Italie espoirs
  - 1re étape du Tour de la Vallée d'Aoste
  - 3e du Trophée de la ville de San Vendemiano

## Palmarès en gravel
- 2024
  -  Champion d'Italie de gravel espoirs
  - 3e du championnat d'Italie de gravel élites
- 2025
  -  Champion d'Italie de gravel espoirs[9]
  - 2e du championnat d'Italie de gravel élites[9]